# 風の来た道
風の来た道（かぜのきたみち）は、2007年1月6日（21時00分 - 21時43分）にNHKで放映されたテレビドラマである。日本放送作家協会主催第30回創作テレビドラマ脚本懸賞公募最優秀作である。視聴率は7.3%であった。

## キャスト
- 塚本瑞希…黒川芽以
- 織田浩介…宮崎将
- 成瀬勇三…光石研
- 成瀬鈴子…河合美智子
- 樋口洋子…中島ひろ子
- 塚本芳枝…石田えり

## スタッフ
- 作：林一臣
- 音楽：山下康介
- 制作統括：谷口卓敬・阿部康彦
- 演出：西谷真一

## その他
2008年8月14日にNHK-BSハイビジョンで再放送された。